# Теплоэнергетика (журнал)
Журнал «Теплоэнергетика» — ежемесячный теоретический и научно-практический журнал. Основан выдающимся учёным в области теплофизики и энергетики — академиком Владимиром Алексеевичем Кириллиным. Первый номер журнала вышел в свет в январе 1954 года, а с 1974 г. выходит его англоязычная версия под названием Thermal Engineering. 
Русскоязычная версия журнала «Теплоэнергетика»  ISSN 0040-3636. 
Англоязычная версия журнала Thermal Engineering ISSN PRINT: 0040-6015;
ISSN ONLINE: 1555-6301
Учредители журнала: Российская академия наук, Отделение Энергетики, машиностроения, механики и процессов управления, ФГБОУВО "Национальный исследовательский университет "МЭИ".
Переводная версия журнала «Теплоэнергетика» (Thermal Engineering) входит в библиографическую и реферативную базу данных Scopus, а русская — в e-library и региональную базу российских журналов на платформе Web of Science (RSCI).   Журнал включен  в список периодических изданий, рекомендованных ВАК для публикации основных результатов кандидатских и докторских диссертаций. 
Журнал публикует материалы о современном состоянии  науки и техники в области теплоэнергетики и смежных областях, об опыте эксплуатации теплотехнических установок. Освещает вопросы рационального и эффективного использования топливно-энергетических ресурсов, экологически чистых и безотходных технологий, решения наиболее важных научно-технических проблем в области теплоэнергетики.
Журнал рассчитан на учёных и специалистов, инженеров - теплотехников, работающих на электростанциях и предприятиях энергомашиностроительной промышленности, в строительных, монтажных и проектных организациях, инженеров – исследователей, на научно-педагогических работников и обучающихся по профильным направлениям.
Тематическая направленность журнала:
- Общие вопросы энергетики;
- Автоматизация и тепловой контроль в энергетике;
- Атомные электростанции;
- Водоподготовка и водно-химический режим;
- Металлы и вопросы прочности;
- Возобновляемые источники энергии, гидроэнергетика;
- Охрана окружающей среды;
- Паротурбинные, газотурбинные, парогазовые установки и их вспомогательное оборудование;
- Паровые котлы, энергетическое топливо, горелочные устройства и вспомогательное оборудование котлов;
- Тепло- и массообмен, свойства рабочих тел и материалов;
- Теплофикация и тепловые сети;
- Электрическая часть тепловых и атомных электростанций.

Главными редакторами журнала были:
- 1954—1956: Владимир Алексеевич Кириллин – академик, доктор технических наук, учёный в области энергетики и теплофизики, лауреат Государственной и Ленинской премий;
- 1956—1969: Михаил Петрович Вукалович — профессор, доктор технических наук, ученый в области теплофизики и теплотехники, лауреат Сталинской и Ленинской премий, основатель российской школы теоретического и экспериментального исследования физических свойств веществ;
- 1969—1988: Константин Дмитриевич Лаврененко — крупный специалист и организатор советской электроэнергетики, заслуженный деятель науки и техники РСФСР;
- 1988—2011: Виктор Иванович Доброхотов — профессор, доктор технических наук, учёный в области теплоэнергетики.

С 2011 г. главным редактором журнала является Александр Викторович Клименко – академик, доктор технических наук, учёный в области  теплофизики и энергетики, лауреат Государственной премии и премии Правительства РФ в области науки и техники, лауреат премии Правительства РФ в области образования, заслуженный деятель науки РФ.